# Batteriegesetz
Das Batteriegesetz setzt die europäische Altbatterierichtlinie (Richtlinie 2006/66/EG vom 6. September 2006 über Batterien und Akkumulatoren sowie Altbatterien und Altakkumulatoren) in deutsches Recht um.

## Inhalt
Die Neuregelung der abfallwirtschaftlichen Produktverantwortung für Batterien und Akkumulatoren ersetzte die seit 1998 geltende Batterieverordnung. Die Rücknahme- und Entsorgungsverantwortung für Altbatterien und Altakkumulatoren blieb grundsätzlich in den Händen der Hersteller und Vertreiber, wobei die Rücknahme weitgehend über den Handel abgewickelt wird. Als „Hersteller“ wird hier jede Person betrachtet, die die Batterie erstmals in Deutschland in Verkehr bringt, hier also abgibt – auch wenn sie sie bloß importiert hatte.
Das Batteriegesetz setzte verbindliche Sammelziele für Geräte-Altbatterien von  mindestens 35 % bis 2012 sowie mindestens 45 % bis September 2016, seit Neufassung 2012 von mindestens 40 % bis 2014 und 45 % bis Ende 2016. Die in Prozenten angegebene Rücknahmequote ist eine rollierende Quote, die die in Verkehr gebrachten und zurückgenommenen Massen berücksichtigt. Darüber hinaus wurde die Verwendung von Cadmium und Quecksilber beschränkt. Die Vertreiber sind bei losem Verkauf einer Fahrzeugbatterie ohne Rückgabe einer entsprechenden Altbatterie verpflichtet, ein Pfand von je 7,50 Euro zu erheben (§ 10). Ein beim Umweltbundesamt geführtes Melderegister für Hersteller sollte dafür sorgen, dass diese ihre Verantwortung bei der Rücknahme und Entsorgung ihrer Produkte wahrnehmen. Ab 1 Dezember 2009 setzte das Inverkehrbringen von Batterien und Akkumulatoren diese Registrierung unter Angabe von Daten zur Wahrnehmung ihrer Verantwortung voraus.
Acht führende Batteriehersteller und der Zentralverband Elektrotechnik- und Elektronikindustrie gründeten 1998 die Stiftung Gemeinsames Rücknahmesystem Batterien (GRS Batterien). Das Non-Profit-Unternehmen ist das vom Umweltbundesamt festgestellte „Gemeinsame Rücknahmesystem“ für Gerätebatterien im Sinne von § 6 BattG. Zwischenzeitlich nutzen mehr als 1.800 Hersteller und Importeure die Serviceleistungen von GRS Batterien und es bestehen bundesweit und flächendeckend etwa 170.000 Sammelstellen. 2009 wurde dadurch eine Sammelquote von 44 % erreicht, womit das Ziel für 2012 übertroffen und die Quote für 2016 bereits fast erreicht war. Es gibt weitere Batterierücknahmesysteme in Deutschland, wie beispielsweise CCR REBAT der CCR AG, Öcorecell der IFA-Ingenieurgesellschaft mbH oder ERP European Recycling Platform. Diese Systeme haben einen Marktanteil von etwa 15 Prozent und werden die Vorgaben des BattG erfüllen.

## Änderungen

### Änderungen ab 2015
Die 2013 erfolgte Änderung der zugrundeliegenden europäischen Richtlinie war umzusetzen. In erster Linie wurden bisherige Ausnahmeregelungen für quecksilberhaltige Knopfzellen und für cadmiumhaltige Gerätebatterien, die für schnurlose Elektrogeräte bestimmt sind, befristet, um diese gefährlichen Stoffe dauerhaft dem Stoffkreislauf zu entziehen. Seit Oktober 2015 gilt ein Verkehrsverbot für Knopfzellen, die mehr als 0,0005 Masse-% (5 mg/kg) Quecksilber enthalten. Gerätebatterien, die mehr als 0,002 Masse-% (20 mg/kg) Cadmium enthalten, dürfen ab Januar 2017 nicht mehr abgegeben werden, außer sie sind für Not- und Alarmsysteme, Notbeleuchtung oder medizinische Anwendungen bestimmt. Es entfällt der bislang eingeräumte Vorbehalt der grundsätzlichen Verpflichtung zur nach dem Stand der Technik möglichen stofflichen Verwertung aller gesammelten und identifizierten Altbatterien, dass diese Recyclingpflicht nämlich nur in Fällen wirtschaftlicher Zumutbarkeit galt.

### Änderungen ab 1. Januar 2021
Die Mindestsammelquote erhöht sich von bisher 45 auf 50 Prozent. Konkreter als bisher wird eine Verwertung von mindestens 75 Masse-% aller Nickel-Cadmium-, 65 Masse-% aller Blei-Säure- und 50 % aller übrigen Altbatterien, die gesammelt wurden, verlangt. Um einen fairen Wettbewerb der Rücknahmesysteme ermöglichen, entfällt die Pflicht zum Gemeinsamen Rücknahmesystem, nicht jedoch die der Hersteller zur Absicherung ihrer Rücknahmepflicht. Hersteller müssen sich nun nicht mehr beim Umweltbundesamt melden, sondern sich mit der Batterieart und Marke von der Stiftung Elektro-Altgeräte Register (stiftung ear) registrieren lassen. Weiterhin können Endnutzer Altbatterien außer bei den Sammelstellen der öffentlich-rechtlichen Entsorgungsträger oder bei den neuen freiwilligen Rücknahmestellen auch unentgeltlich bei den Vertreibern der jeweiligen Batterieart zurückgeben.

### Änderungen ab 18. August 2025
Mit Inkrafttreten der Verordnung (EU) 2023/1542 über Batterien und Altbatterien wurde das Batteriegesetz aufgehoben. Es wird durch das Batterierecht-EU-Anpassungsgesetzes (kurz Batterierecht-Durchführungsgesetz, BattDG) ersetzt. Es tritt am 18. August 2025 in Kraft.